# Milena Palakarkina
Milena Palakarkina est une artiste peintre née en 1959 en Bulgarie.

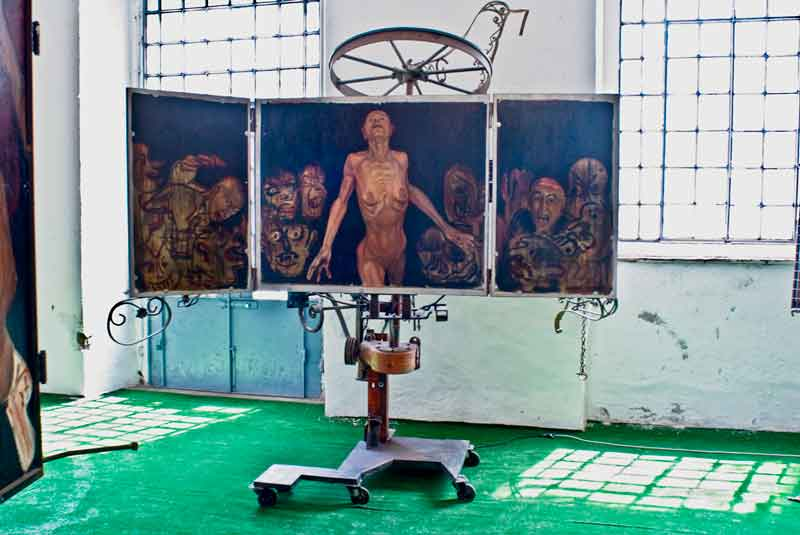
Catherine, bride of Christ,1990.

## Biographie
Après des études universitaires à UCLA et à NYU, elle rencontre Pierre Restany en 1983 à Milan. Sous son influence elle étudie l'œuvre et la vie d'Yves Klein et s'installe à Paris en 1984 pour en écrire un scénario. Les recherches sur ce projet l'amènent à revoir Niki de Saint Phalle , rencontrée en 1978 à Hollywood. Niki de Saint-Phalle la présente à Jean Tinguely en 1986 et la jeune femme abandonne l'écriture pour suivre Tinguely en Suisse. Sous sa protection elle se remet à la peinture qu'elle pratique depuis son enfance.
Milena Palakarkina partage les cinq dernières années de la vie de Jean Tinguely et réalise avec lui la série de peintures Märtyrer und Gespenster, qui inclut trois œuvres en collaboration avec Jean Tinguely - les retables : Saint Sébastien (1988), Saint Cristopher/Rococo (1989), et Katheryn, Bride of Christ (1990).
La série est exposée à la galerie Jamile Weber à Zurich en 1990, à la galerie Hans Mayer à Düsseldorf en 1991. Le retable Saint Sébastien est montré lors de la rétrospective de Jean Tinguely au Musée d’art et d’histoire à Fribourg en 1991. Les trois collaborations sont exposés à la galerie Beaubourg - à Vence en 1996 et au PAC à Milan en 2008.
Cinq mois après la mort de Tinguely, elle donne naissance à leur fils Jean-Sebastien Tinguely et revient à Paris où elle vit, travaille et participe aux nombreuses manifestations de la figuration contemporaine,.